# Авуан (Эндр и Луара)
Авуа́н (фр. Avoine) — муниципалитет (коммуна) во Франции, в регионе Центр, департамент Эндр и Луара (округ Шинон). Население 1 845 чел. (на 2006 г.).
Муниципалитет расположен на расстоянии около 250 км на юго-запад от Парижа, 155 км на юго-запад от Орлеана, 45 км на юго-запад от Тура. На территории коммуны Авуан, на берегу реки Луара, в 21 км на восток от города Сомюр расположена атомная электростанция «Шинон».